# Obernüst
Obernüst ist ein Ortsteil der Gemeinde Hofbieber im hessischen Landkreis Fulda.

## Geographische Lage
Obernüst liegt in der Rhön an der Quelle des Flusses Nüst in 440 Metern Höhe. Obernüst grenzt im Westen an Gotthards, im Süden an Unterbernhards sowie im Osten an Habel und Neuschwambach. Im Norden liegt die Grenze zu Thüringen mit den Orten Ketten und Walkes.
Zu Obernüst gehören noch die Weiler und Gehöfte Boxberg, Königsmühle, Mitteldörnbachshof, Nüsterrasen und Wallings.

## Geschichte

### Ortsgeschichte
Die älteste bekannte schriftliche Erwähnung von Obernüst erfolgte unter dem Namen Obernnuste im Jahr 1451.
Im Jahr 1928 erfolgt die Eingemeindung von Teilen des aufgelösten Gutsbezirks Forst Thiergarten.
Zum 1. August 1972 wurde die bis dahin selbständige Gemeinde Obernüst – zuvor im Landkreis Hünfeld gelegen – im Zuge der Gebietsreform in Hessen kraft Landesgesetz in die Gemeinde Hofbieber eingemeindet. Wie für alle nach Hofbieber eingegliederten Gemeinden wurde auch für Obernüst ein Ortsbezirk gebildet.

### Verwaltungsgeschichte im Überblick
Die folgende Liste zeigt die Staaten und Verwaltungseinheiten, denen Obernüst angehört(e):
- vor 1803: Heiliges Römisches Reich, Hochstift Fulda, Amt Haselstein
- 1803–1806: Heiliges Römisches Reich, Fürstentum Nassau-Oranien-Fulda, Fürstentum Fulda, Amt Haselstein
- 1806–1810: Kaiserreich Frankreich, Fürstentum Fulda (Militärverwaltung)
- 1810–1813: Großherzogtum Frankfurt, Departement Fulda, Distrikt Haselstein
- ab 1816: Kurfürstentum Hessen, Großherzogtum Fulda, Amt Hünfeld
- ab 1821/22: Kurfürstentum Hessen, Provinz Fulda, Kreis Hünfeld[7][Anm. 2]
- ab 1848: Kurfürstentum Hessen, Bezirk Fulda
- ab 1851: Kurfürstentum Hessen, Provinz Fulda, Kreis Hünfeld
- ab 1867: Norddeutscher Bund, Königreich Preußen,[Anm. 3] Provinz Hessen-Nassau, Regierungsbezirk Kassel, Kreis Hünfeld
- ab 1871: Deutsches Reich,  Königreich Preußen, Provinz Hessen-Nassau, Regierungsbezirk Kassel, Kreis Hünfeld
- ab 1918: Deutsches Reich, Freistaat Preußen, Provinz Hessen-Nassau, Regierungsbezirk Kassel, Kreis Hünfeld
- ab 1944: Deutsches Reich, Freistaat Preußen, Provinz Kurhessen, Landkreis Hünfeld
- ab 1945: Deutsches Reich, Amerikanische Besatzungszone, Groß-Hessen, Regierungsbezirk Kassel, Landkreis Hünfeld
- ab 1946: Deutsches Reich, Amerikanische Besatzungszone, Hessen, Regierungsbezirk Kassel, Landkreis Hünfeld
- ab 1949: Bundesrepublik Deutschland, Hessen, Regierungsbezirk Kassel, Landkreis Hünfeld
- ab 1972: Bundesrepublik Deutschland, Land Hessen, Regierungsbezirk Kassel, Landkreis Fulda, Gemeinde Hofbieber

## Bevölkerung

### Einwohnerstruktur 2011
Nach den Erhebungen des Zensus 2011 lebten am Stichtag dem 9. Mai 2011 in Obernüst 183 Einwohner. Darunter waren keine Ausländer.
Nach dem Lebensalter waren 33 Einwohner unter 18 Jahren, 72 waren zwischen 18 und 49, 36 zwischen 50 und 60 und 36 Einwohner waren älter.
Die Einwohner lebten in 63 Haushalten. Davon waren 12 Singlehaushalte, 18 Paare ohne Kinder und 30 Paare mit Kindern, sowie 3 Alleinerziehende und keine Wohngemeinschaften. In 12 Haushalten lebten ausschließlich Senioren und in 39 Haushaltungen leben keine Senioren.

### Einwohnerentwicklung
- 31 Feuerstellen, 254 Seelen[2]

| Obernüst: Einwohnerzahlen von 1812 bis 2023 | Obernüst: Einwohnerzahlen von 1812 bis 2023 | Obernüst: Einwohnerzahlen von 1812 bis 2023 | Obernüst: Einwohnerzahlen von 1812 bis 2023 | Obernüst: Einwohnerzahlen von 1812 bis 2023 |
| --- | ------------------------------------------- | ------------------------------------------- | ------------------------------------------- | ------------------------------------------- |
| Jahr |                                             |                                             |                                             | Einwohner                                   |
| 1812 | 1812                                        |                                             | 254                                         | 254                                         |
| 1834 | 1834                                        |                                             | 261                                         | 261                                         |
| 1840 | 1840                                        |                                             | 277                                         | 277                                         |
| 1846 | 1846                                        |                                             | 290                                         | 290                                         |
| 1852 | 1852                                        |                                             | 234                                         | 234                                         |
| 1858 | 1858                                        |                                             | 235                                         | 235                                         |
| 1864 | 1864                                        |                                             | 234                                         | 234                                         |
| 1871 | 1871                                        |                                             | 237                                         | 237                                         |
| 1875 | 1875                                        |                                             | 228                                         | 228                                         |
| 1885 | 1885                                        |                                             | 253                                         | 253                                         |
| 1895 | 1895                                        |                                             | 226                                         | 226                                         |
| 1905 | 1905                                        |                                             | 226                                         | 226                                         |
| 1910 | 1910                                        |                                             | 235                                         | 235                                         |
| 1925 | 1925                                        |                                             | 240                                         | 240                                         |
| 1939 | 1939                                        |                                             | 219                                         | 219                                         |
| 1946 | 1946                                        |                                             | 328                                         | 328                                         |
| 1950 | 1950                                        |                                             | 317                                         | 317                                         |
| 1956 | 1956                                        |                                             | 206                                         | 206                                         |
| 1961 | 1961                                        |                                             | 260                                         | 260                                         |
| 1967 | 1967                                        |                                             | 216                                         | 216                                         |
| 1970 | 1970                                        |                                             | 215                                         | 215                                         |
| 1980 | 1980                                        |                                             | ?                                           | ?                                           |
| 1990 | 1990                                        |                                             | ?                                           | ?                                           |
| 2000 | 2000                                        |                                             | ?                                           | ?                                           |
| 2011 | 2011                                        |                                             | 183                                         | 183                                         |
| 2023 | 2023                                        |                                             | 189                                         | 189                                         |
| Datenquelle: Historisches Gemeindeverzeichnis für Hessen: Die Bevölkerung der Gemeinden 1834 bis 1967. Wiesbaden: Hessisches Statistisches Landesamt, 1968. Weitere Quellen: LAGIS; Gemeinde Hofbieber; Zensus 2011 |                                             |                                             |                                             |                                             |

### Historische Religionszugehörigkeit
| • 1885: | 8 evangelische (= 3,16 %), 245 katholische (= 96,84 %) Einwohner  |
| • 1961: | 12 evangelische (= 6,62 %), 247 katholische (= 95,00 %) Einwohner |

## Politik
Für Obernüst besteht ein Ortsbezirk (Gebiete der ehemaligen Gemeinde Obernüst) mit Ortsbeirat und Ortsvorsteher nach der Hessischen Gemeindeordnung. Der Ortsbeirat besteht aus drei Mitgliedern. Bei den Kommunalwahlen in Hessen 2021 kam kein Ortsbeirat zustande.

## Wirtschaft und Infrastruktur
Obernüst ist auch heute noch stark landwirtschaftlich geprägt. Das Obernüster Weinfest ist überregional bekannt.